# زيرك (كاهشنغ)
زيرك (بالفارسية: زیرک) هي مستوطنة تقع في إيران في قسم كاهشنغ الريفي. يقدر عدد سكانها بـ 161 نسمة .